# Klaus Fischer
Klaus Fischer, född 27 december 1949, är en tysk före detta fotbollsspelare (anfallare). 
Fischer var under 1970-talets en av Europas vassaste anfallare. Att landslagsdebuten dröjde berodde på Fischers inblandning i Bundesligaskandalen 1971. 1977 debuterade Fischer i landslaget och blev snabbt landslagets bästa målgörare, med totalt 32 mål på 45 landskamper. 1978 gjorde han sitt första VM-slutspel, men varken han eller Västtyskland lyckades fullt ut. 1980 missade han EM på grund av skada. 1982 gjorde han två mål i VM-slutspelet i Spanien då Västtyskland tog silver. Fischer gjorde bland annat  kvitteringen mot Frankrike i semifinalen. Efter VM 1982 avsked från landslaget. Efter sin karriär som fotbollsspelare har Fischer varit verksam som tränare.

## Meriter
- 45 A-landskamper/32 mål för Västtyskland 1977-1982
- VM i fotboll: 1978, 1982
  - VM-silver 1982
- DFB-pokal: 1972
- Skyttekung i Bundesliga 1976
- 268 mål i Bundesliga